# 静岡県立藤枝特別支援学校

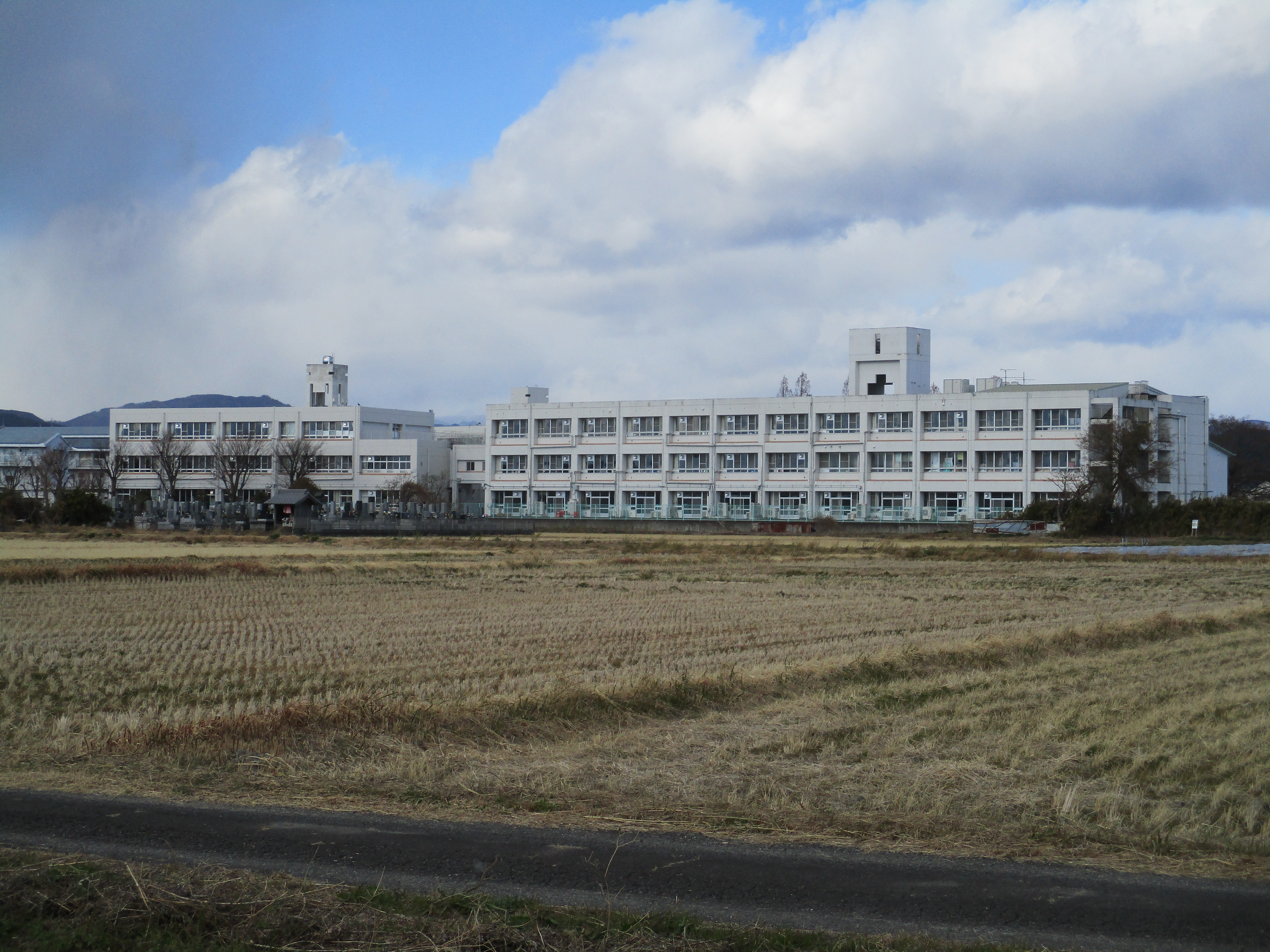
南東から校舎を望む。2021年12月。

静岡県立藤枝特別支援学校（しずおかけんりつふじえだとくべつしえんがっこう）は、静岡県藤枝市前島に本校を置く県立知的障害・肢体不自由特別支援学校である。

## 設置学部
- 小学部（本校）
- 中学部（本校）
- 高等部（本校、焼津分校）
- 訪問部（本校）

## 沿革

### 本校
- 1986年（昭和61年）3月1日 ‐ 静岡県立藤枝養護学校設置。
- 1990年（平成2年）4月1日 ‐ 静岡県立静岡北養護学校から駿遠分教室を移管。
- 2008年（平成20年）4月1日 ‐ 学校名を「静岡県立藤枝養護学校」から「静岡県立藤枝特別支援学校」に変更。
- 2015年（平成27年）4月1日 - 静岡県立吉田特別支援学校が大井川以西の学区を引き継ぐ形で開校、同時に駿遠分教室を移管。

### 焼津分校
- 2013年（平成25年）4月1日 - 静岡県立焼津水産高等学校内に静岡県立藤枝特別支援学校焼津分校設置。

## 本校へのアクセス
- 徒歩：JR藤枝駅南口から徒歩20分。
- バス：藤枝駅南口から、藤枝市自主運行バス駅南循環善左衛門線・駅南循環大洲小学校線乗車。（運賃は200円）
  - 東ルート右廻りに乗車の場合、県立藤枝特別支援学校西バス停下車、更に徒歩3分。
  - 東ルート左廻りに乗車の場合、県立藤枝特別支援学校西バス停下車、更に徒歩1分。
  - 西ルート右廻りに乗車の場合、県立藤枝特別支援学校バス停下車、更に徒歩3分。
  - 西ルート左廻りに乗車の場合、県立藤枝特別支援学校バス停下車、更に徒歩1分。
- 車
  - 国道1号藤枝バイパス谷稲葉ICから南に約5km
  - 静岡県道381号島田岡部線水上東交差点から南に約2km
  - 国道150号宗高交差点から静岡県道33号藤枝大井川線、静岡県道227号島田大井川線を経由、約4.3km